# 橋詰尚子

橋詰 尚子 （はしづめ ひさこ、1973年3月22日 - ）は、株式会社ライフビジネスウェザー所属の気象予報士。内閣府「災害被害を軽減する国民運動」サポーター。

## 人物・来歴
東京都出身。桜蔭中学校・高等学校を経て、上智大学文学部国文学科を卒業。東京メトロポリタンテレビジョンを経て、1996年にコミュニティテレビこもろでローカルニュースのアナウンサーなどを務める。
1997年にTBSラジオの「954情報キャスター」に採用され、2001年にかけて交通情報を担当。この間、1999年3月に気象予報士資格を取得し、同年ウェザーマップに入社、ウェザーキャスターとしてTBSの『関東地方あしたのお天気』『JNNニュースバード』にレギュラー出演する。
2003年には株式会社ウェザーライン（現・ライフビジネスウェザー）に移籍、2004年4月よりNHKで『NHKニュースおはよう日本』4時台の全国版気象情報、6時37分ごろの全国版気象情報（主に東京都渋谷区からの中継）、7時台の関東ローカル気象情報等に出演。
特技はミュージカル、ジャズダンス。1日100回の腹筋運動をこなすという。
2008年3月28日の放送をもって『おはよう日本』を降板。4月1日より、JR中央線・京浜東北線の車内番組「トレインチャンネル」で1分間の番組「トレインクリニック」を1年間担当した。

## 過去の出演（担当）番組
- いちばん!エクスプレス
- ウィークエンドウェザー
- ネイバリー
- 関東地方あしたのお天気　（以上TBS、2000年4月 - 2003年3月）
- JNNニュースバード　（TBSニュースバード、2000年10月 - 2003年9月）
- NHKニュースおはよう日本（NHK総合、2004年4月 - 2008年3月28日、5:15・6:09・6:39・7:56）